# 四·一九运动
四·一九运动（：／）是一场于1960年3月起由韩国中學、大學生和勞工領導的學運，當時由於韓國總統李承晚在第四任總統選舉時發生作票舞弊情形，而導致學生及民眾抗議。该次革命推翻了李承晚的独裁統治。由於最大規模發生日是在4月19日，故稱4.19革命（4·19혁명）、4.19（사일구），至今韓國均會進行紀念。
此次事件是由当年3月马山市抗议选举结果期间，近海發現一名遇害學生——金朱烈浮上水面的遺體引起的，他在警方的鎮暴行動中被催淚彈擊穿腦部而死。這次革命導致李承晚辞职、向韩国第二共和国的和平过渡。由於革命後一年民主根基未穩，隨即發生由朴正熙少將發動軍事政變，導致韓國再次進入長達27年的軍事統治時期。因此也有未完的革命（／）的稱呼。

## 背景
自1948年起，李承晚長期執政，韓戰後，面對國內反對勢力漸隆，李承晚決定修改憲法取消總統的連任限制，以延長執政。1956年連任後，美國已減少經濟援助，從1957年高達382,893,000美元減少到1959年222,204,000美元。李承晚感到震驚，並威脅該增加美國的支持，他開始採取越來越孤注一擲的措施，以確保自己的政治生存。1958年12月，為了防止反對派民主黨成員投票，他通過國會的強制修訂《國家保安法》賦予政府廣泛的新權力以遏制新聞自由。
在1960年的總統選舉中，兩個主要政黨都運作針對李承晚。在1956年大韩民国总统选举中獲得百萬票的進步黨表示由曹奉岩代表，而民主黨則由趙炳玉代表。1959年7月，李承晚指曹奉岩為朝鮮共產黨員，將他逮捕監禁，並迅速執行死刑。趙炳玉則是去美國進行胃部手術時，因心臟麻痺死在當地。由於這兩個對手的死似乎形成巧合，韓國人民認為他們的死是腐敗及政治暗殺的結果。
至於副總統選舉，當時在韓國是分開選舉，李承晚決定要使他的門徒李起鵬當選。與李起鵬對抗的是民主黨的張勉，在韓戰期間曾任駐美大使。3月15日當時臥病不起的李起鵬，卻以異常大幅度數字贏得選舉，贏得8,225,000票，而張勉得到1,850,000票。很明顯的，投票是受到操縱。根據韓國報導，民主黨被禁止在全國各地集會，而數以百計預先標記好的選票則裝入選舉日用於投票的票箱。

## 馬山抗議和金朱烈之死
1960年3月15日，民主黨成員揭發此次選舉作票，引發在慶尚南道馬山市舉行對選舉舞弊現象的抗議。晚上7時30分左右，約一千居民聚集在民主黨馬山黨部的門前示威抗議。市民與警察對峙，城市進入黑暗。警方開始對人民射擊鎮壓，人民則向警察投擲石塊作為反击。此次鎮壓造成8人死亡，50多人負傷。此次事件稱為第一次馬山事件，在韓國也稱為「馬山義舉」。馬山事件造成學生對李承晚政權的反感，後來有制定3月15日為國家紀念日的意見。
4月11日，曾參加上月15日抗議而行蹤不明的馬山商業高校學生金朱烈，屍體在馬山的港口被一個漁夫發現。當局宣布根據屍檢證實他的死因是溺水，但許多人不認同這種解釋。一些示威者強行進入醫院，他們發現金朱烈的頭骨被20厘米長催淚彈貫穿，從金朱烈的後腦勺直通眼睛。這表明警察的催淚瓦斯開槍角度小於45度，如果直接打在一個人的臉上是可能致命的。李承晚政權試圖審查這一事件，然而隨著發現金朱烈的屍體，韓國新聞界遂對該案進行報導，並且透過美聯社發送給世界。這一事件震驚全國，並成為全國反對選舉舞弊運動的基礎。4月19日，馬山爆發了連續3天的大規模抗議活動，並進一步引發暴力衝突。
李承晚總統宣稱馬山抗議是朝鮮勞動黨在後面指使，試圖轉移焦點。後來，國會調查委員會發現警方向人群開槍，並非打算驅散人群，而是要殺死抗議者。隨後發現金朱烈的屍體是遭警方綁上石頭，沉在馬山海中，以防止漂上岸。

## 漢城抗議
4月18日，3000多名高麗大學的學生在國會發起非暴力抗議行動，抗議警察暴力，並要求舉行新的選舉。然而他們回到自己的校園後，遭到李承晚支持者資助的團體襲擊。
4月19日，數千名來自高麗大學學生在青瓦台遊行，沿途包括延世大學和漢城國立大學等其他大學和高中生紛紛加入，人數增長到超過10萬人。抵達青瓦台後，抗議者要求李承晚下台。警方對示威者開火，造成約180人死亡、數千人受傷。本日李承晚政府為了鎮壓示威宣布戒嚴。

## 李承晚下台
4月20日，美国驻韩大使馬康衛访问景武臺，馬康衛表示：“如果不回应人民正当的不满，美国总统艾森豪威尔的访问将会推迟，对韩国的经济援助将重新考虑。”等于美国对李承晚下达最后通牒，撤回对李承晚政权的支持。不过4月23日李承晚仍坚持拒绝辞职，民众的不满也升至最高。
随后政府在各主要都市宣布戒严。4月25日，韩国全国27所大学的教授參加學生和市民組成的大規模抗議活動，韓國國軍和警察拒絕攻擊示威者。4月26日，國會也一致通過要求李承晚立即辭職。当天李承晚同意下台，第一共和國結束。之后李承晚在5月29日離開漢城，流亡夏威夷至死亡。

## 影響
這次革命雖然結束李承晚的獨裁統治，來自北朝鮮的威脅加上國內政治秩序的混亂，以及民主黨政府的無能，最終導致朴正熙發動軍事政變奪權，展開韓國軍政府長達27年的獨裁統治。

## 外部連結
- 4·19 혁명 홈페이지
- 국립 4·19 묘지 （页面存档备份，存于） 의 안장자 검색 （页面存档备份，存于）
- 4.19 혁명 당일의 모습을 담은 영상. （页面存档备份，存于）
- 4월혁명 구술 아카이브